# برنارد بيرسون
برنارد بيرسون (بالإنجليزية: Bernard Pearson)‏ هو رسام توضيحي بريطاني، ولد في 13 سبتمبر 1946.

## وصلات خارجية
- الموقع الرسمي